# Cache-œil

Représentation stéréotypée d'un pirate avec cache-œil.

Un cache-œil est un petit morceau de tissu qui recouvre un œil. Il est souvent attaché autour de la tête par un élastique. Il est porté par des personnes pour couvrir un œil perdu ou blessé.

## Dans la culture populaire
Le cache-œil est souvent associé à la piraterie, avec la jambe de bois.

## Personnalités
Avec les progrès de l'ophtalmologie, le cache-œil est tombé en désuétude. Peu de personnes de l'époque contemporaine en arborent. Les plus célèbres sont l'homme politique israélien Moshe Dayan, la journaliste américaine Marie Colvin et l'économiste américain Richard Rahn. L'homme politique français Jean-Marie Le Pen en a porté un, avant de le remplacer par un œil de verre. Le héros de guerre et tireur d'élite Léo Major en porta un tout au long de la Seconde Guerre mondiale.

## Galerie

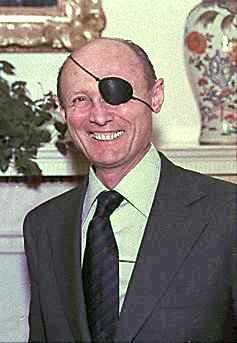
Moshe Dayan avec son cache-œil.
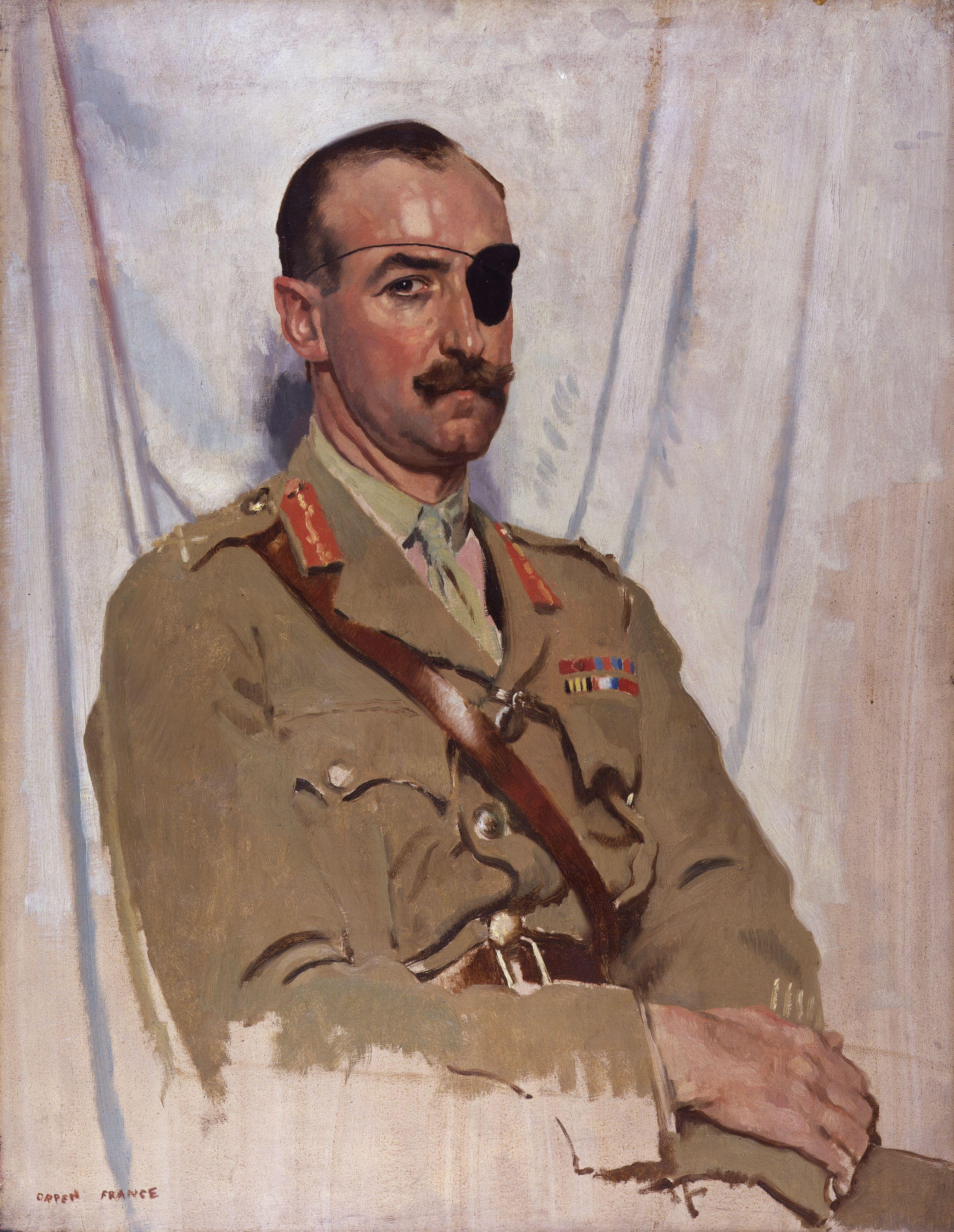
Adrian Carton de Wiart peint par William Orpen, National Portrait Gallery.